# Antonio Neumane
Antonio Neumane Marno (né Antonio Neumann en Corse, le 13 juin 1818 et décédé à Quito, le 3 mars 1871) est un compositeur, pianiste et chef d'orchestre équatorien d'origine française.

## Biographie
Antonio Neumane fait des études au conservatoire de Milan, où il a obtenu le titre de Professeur de musique, et aussi au Conservatoire de Vienne. Il a effectué de nombreux voyages en Europe et Amérique du Sud, a été chef de chœur au Théâtre de  Santiago du Chili, puis s'est installé à Guayaquil (Équateur) en 1841, après avoir épousé Mme Idálina Turri en secondes noces. Il fut nommé  Directeur des fanfares de l'armée.
Il est connu pour avoir composé la musique de l'Hymne National équatorien, qui fut joué pour la première fois le 10 août 1870, sur la Place de l'Indépendance à Quito, avec Neumane à la direction d'orchestre.
Le Président équatorien Gabriel García Moreno lui demanda d'organiser le Conservatoire de Quito qu'il dirigea jusqu'à sa mort, et qui porte aujourd'hui son nom.
Antonio Neumane, mort à Quito le 3 mars 1871 a été enterré dans le Temple de San Francisco, à Guayaquil. La plupart des partitions de ses œuvres, ainsi que ses restes mortels, ont disparu dans le grand incendie survenu à Guayaquil en 1896.